# 南安府

江西省の南安府の位置（1820年）

南安府（なんあんふ）は、中国にかつて存在した府。元末から民国初年にかけて、現在の江西省贛州市西部に設置された。

## 概要
990年（淳化元年）、北宋により虔州大庾県に南安軍が置かれた。南安軍は江南西路に属し、大庾・南康・上猶の3県を管轄した。
1277年（至元14年）、元により南安軍は南安路に昇格した。南安路は江西等処行中書省に属し、大庾・南康・上猶の3県を管轄した。1365年、朱元璋により南安路は南安府と改められた。
明のとき、南安府は江西省に属し、大庾・南康・上猶・崇義の4県を管轄した。
清のとき、南安府は江西省に属し、大庾・南康・上猶・崇義の4県を管轄した。
1913年、中華民国により南安府は廃止された。